# 進攻吉達 (1541年)
葡萄牙'，對吉達的襲擊發生在1541年，是葡萄牙人最後一次奪取這座城市的嘗試。

## 历史
葡萄牙人此在1517年曾試圖從奧斯曼帝國手中奪取吉達，但是他們被擊敗了，1541年，葡萄牙印度總督達伽馬指揮的葡萄牙艦隊滲透到紅海，目的是摧毀蘇伊士的奧斯曼艦隊，葡萄牙人摧毀了包括薩瓦金在內的幾個港口。達伽馬率領的艦隊由85艘船組成，他們在吉達附近的一個名為Abu AI-Dawa'ir的港口登陸，當時奧斯曼駐軍由阿里·貝格領導。
聽到葡萄牙人的到來，謝里夫阿布·努馬伊呼籲在麥加進行聖戰，許多人回答號召，阿布·努馬伊率領麥加軍隊支援奧斯曼駐軍，驅逐葡萄牙人，由阿里·貝格和阿布·努姆梅率領的奧斯曼-麥加聯合部隊成功抵擋了葡萄牙的進攻，吉達成功防守。阿布·努馬伊因成功抵抗而受到蘇丹蘇萊曼大帝的獎勵，蘇萊曼大帝給了他在吉達收取的一半收入。